# Mahmoud Barzandji
Mahmoud Barzandji est un homme politique kurde, né en 1878 dans le district de Barzinjah, actuellement rattaché à la province d'As-Sulaymaniya, au Kurdistan irakien, et mort le 9 octobre 1956 à Bagdad.
Éphémère roi du Kurdistan de 1922 à 1924, il est aussi connu sous le nom de Melik Mahmudî Nemir (l'éternel roi Mahmoud).

## Biographie

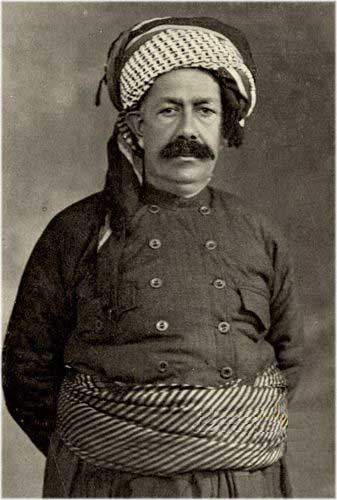
Mahmoud Barzandji dans les années 1920.

Après la Première Guerre mondiale, les puissances occidentales britanniques et françaises occupent une grande partie des territoires de l'empire ottoman vaincu. De leur côté, les Américains préconisent que les pays non turcs de l'empire ottoman soient placés sous mandat de la Société des Nations. Le traité de Sèvres, conclu entre les Alliés et le nouveau gouvernement turc en 1920, prévoit la création d'un Kurdistan autonome, sans les provinces de Kirkouk et de Mossoul. Les Kurdes d'Irak se réunissent autour d'un chef tribal et religieux respecté et connu à travers toutes les régions kurdes du nord de l'Irak, un cheikh de la confrérie soufie des Qadiri de la région de Souleymanieh ; le cheikh Mahmoud Barzandji.
Les Britanniques ne prennent toutefois pas au sérieux les revendications des Kurdes transmises par celui que l'on appelle déjà le cheikh Mahmoud. Le 23 août 1921, ils nomment roi d'Irak un prince arabe venu de La Mecque : Fayçal Ier,.
Le cheikh Mahmoud Barzandj devient alors le porte-parole du mécontentement des Kurdes, qui ne veulent pas être soumis à un roi arabe et réclament plus d'autonomie. Devant le refus des Britanniques, les troubles commencent. Les fonctionnaires britanniques en fonction au Kurdistan sont pris en otages. Les troubles s'intensifient et le cheikh Mahmoud finit par être capturé, et envoyé dans une forteresse en Inde, où il reste jusqu'en 1922.

### Le roi du Kurdistan
Les Britanniques sont conscients que le contrôle de ces régions montagneuses n'est en rien semblable au sud du pays. Ils sont aussi inquiets des vues de Mustafa Kemal sur Mossoul. Voulant mettre les Kurdes de leur côté, ils font revenir d'exil Mahmoud Barzandji et le nomment gouverneur de Souleymanieh. À peine entré en fonction, le 18 novembre 1922, il forme son gouvernement, annonce que le roi Fayçal n'a plus aucune autorité sur les régions kurdes et se proclame lui-même « roi du Kurdistan »,.
Cette proclamation inattendue, mais que les Britanniques reconnaissent dans un premier temps, donne naissance à de nouvelles négociations entre Kurdes et Britanniques sur l'avenir et le statut de la région. Les négociations ne portent que sur le Kurdistan d'Irak, car le traité de Lausanne, qui séparait de fait les Kurdes du Nord de ceux du Sud, venait d'être signé, le 22 juillet 1923,.
Le Royaume du Kurdistan va effectivement fonctionner jusqu'en 1924. Mais les tensions montent et tournent à l'affrontement avec les Britanniques, qui n'hésitent pas à se servir de leur aviation. En juillet 1924, les Britanniques occupent Souleymanieh. L'éphémère royaume se disloque. Le cheikh Mahmoud Barzandji se replie dans les montagnes. Il fait parvenir ses revendications à l'autodétermination à la Société des Nations, mais n'obtient aucune réponse. Bien au contraire, en janvier 1926, elle rattache officiellement les régions kurdes à l'Irak. En février 1929, la Grande Bretagne annonce renoncer à son mandat sur l'Irak qui devient indépendant. De nombreux chefs de tribus kurdes pensent que le moment est venu d'agir, et apportent leur soutien au cheikh Mahmoud. Les combats reprennent, cette fois contre l'armée irakienne. De plus, l'armée britannique met sa logistique et son aviation à la disposition de l'état-major irakien. Le 13 mai 1931, épuisé par les combats, Cheikh Mahmoud signe un accord de paix avec le gouvernement de Bagdad. Il est exilé au sud de l'Irak, où il vivra en résidence surveillée. En 1941, il est autorisé à retourner dans son village natal, où il décédera le 9 octobre 1956. Il sera enterré à Souleymnieh,.

Drapeau du Royaume du Kurdistan (1922-1924).